# Тагбо, Клаудия
Клаудия Тагбо (фр. Claudia Tagbo; род. 14 июня 1973, Абиджан) — ивуарийская и французская актриса и юмористка.

## Биография
Родилась в Абиджане, Кот-д’Ивуар в 1973 году. В возрасте 13 лет приехала во Францию в небольшой город Шанак, позже переехала в Алес.
Училась в лицее Жан-Батист-Дюма, где получила степень бакалавра бухгалтерского учёта, после этого пыталась поступить в консерваторию Монпелье, однако не прошла отбора. Вскоре переехала в Париж, чтобы изучать исполнительское искусство в Университете Париж VIII. На съёмочной площадке и перед камерой она работала, в частности, со Станисласом Нордей, Элизабет Раппено, Жюльеном Леклерком, Оливье Даханом. Во время обучения освоила жанр стендапа.
Окончив университет с 2002 года выступала в театрах Парижа, играла в постановках пьес: Поля Элюара, Валера Новарины, Маты Габен, Виктора Гюго, Хосе Риверы.
Вскоре дебютировала в кино, в фильмах бенинского режиссёра Жана Одутан «Mama Aloko» и «La valse des gros derrières», в 2007 годы сыграл в фильме «Крисалис» режиссёра Жульена Леклерка.
Снималась в телефильмах среди которых можно отметить картины «Fatou la Malienne», «Fatou, l’espoir», «Ma meilleure amie» и телесериал Эдуарда Молинаро «Опекун».
В 2006 году она начала свою карьеру в качестве комика в Jamel Comedy Club, созданном Жамелем Деббузом.
В 2008 году сыграла в мини-сериале «Tongs et Paréo», а также в сериале «Toi-même tu sais» Дж. Г. Биггса.
С 2010 года работает в качестве ведущей на французских телеканалах. С 2011 года снимается в комедийном сериале «Объединённые цвета», транслируемом на канале Comédie.

### Фильмография

#### Кино
- 2000 : La Valse des gros derrières, режиссёра Жана Одутана : Ассиба
- 2002 : Mama Aloko, режиссёра Жана Одутана
- 2003 : La dictée, режиссёра Мэйдзи У Тумси : Мать
- 2005 : Конгорама, режиссёра Филиппа Фалардо : Алиса
- 2007 : Моя жизнь — это не романтическая комедия, режиссёра Марка Гибая : Таможенник
- 2007 : Крисалис, режиссёра Жюльена Леклерка : Медсестра
- 2008 : Отпетые мошенники, режиссёра Эрика Безнара : Секретарь № 1
- 2008 : Уродина Мелани, режиссёров Жан-Патрика Бенеша, Аллан Модюит : Мать в аэропорту
- 2010 : Чувство тела, режиссёра Роберто Гарцелли : Друг Джибрила
- 2010 : Масло в огонь, режиссёра Николя Бенаму : Медсестра
- 2011 : Эстонка в Париже, режиссёра Ильмар Рааг : Опекун
- 2012 : Команда мечты , режиссёра Оливье Дахана : Фату Н’Дого
- 2014 : Любовь здесь или с собой, режиссёра Амель Чаби : Таксистка
- 2014 : Крокодил из Ботсваны, режиссёров Фабриса Эбуэ и Лайонела Стекети : Жаклин, первая леди
- 2014 : Успешного выздоровления! режиссёра Жан Беккер : Мириам
- 2015 : Я весь твой, режиссёра Байя Касми : Эбен
- 2016 : Что это за семейка?! режиссёра Габриэль Жюльен-Лаферьер : Бабетта
- 2017 : Бывшие, режиссёра Мориса Бартелеми : Лиза
- 2018 : От семьи не убежишь, режиссёра Дэни Бун, Министр культуры
- 2019 : Самая безумная свадьба, режиссёра Филипп де Шоверон : Николь[8]
- 2019 : Классовая борьба Мишеля Леклерка : г-жа Траоре
- 2019 : Кто твоя бабушка, чувак? режиссёра Габриэль Жюльен-Лаферьер : Бабетта
- 2019 : Слепое пятно, режиссёров Пьера Тривидика и Патрика Марио Бернара : Синтия
- 2020 : Просто чёрный, режиссёра Жан-Паскаля Зади : Сама